# モンバルドーネ
モンバルドーネ（イタリア語: Mombaldone）は、イタリア共和国ピエモンテ州アスティ県にある、人口約200人の基礎自治体（コムーネ）。

## 地理

### 位置・広がり
アスティ県南部に位置する。サヴォーナから北北西へ約32km、県都アスティから南南東へ約38km、アレッサンドリアから南西へ約44km、ジェノヴァから西北西へ約52km、州都トリノから南東へ約76kmの距離にある。
| 隣接するコムーネは以下の通り。ALはアレッサンドリア県所属。 - デーニチェ (AL) - モンテキアーロ・ダックイ (AL) - ロッカヴェラーノ - スピーニョ・モンフェッラート (AL) |

#### 地震分類
イタリアの地震リスク階級 (it) では、3 に分類される
。

## 文化・観光
「イタリアの最も美しい村」クラブ加盟コムーネである。

## 交通

### 鉄道
- アレッサンドリア＝サン・ジュゼッペ・ディ・カイロ線 (it:Ferrovia Alessandria-San Giuseppe di Cairo) 
  - モンバルドーネ＝ロッカヴェラーノ駅 (it:Stazione di Mombaldone-Roccaverano)